# Pfarrkirche Oberleutasch

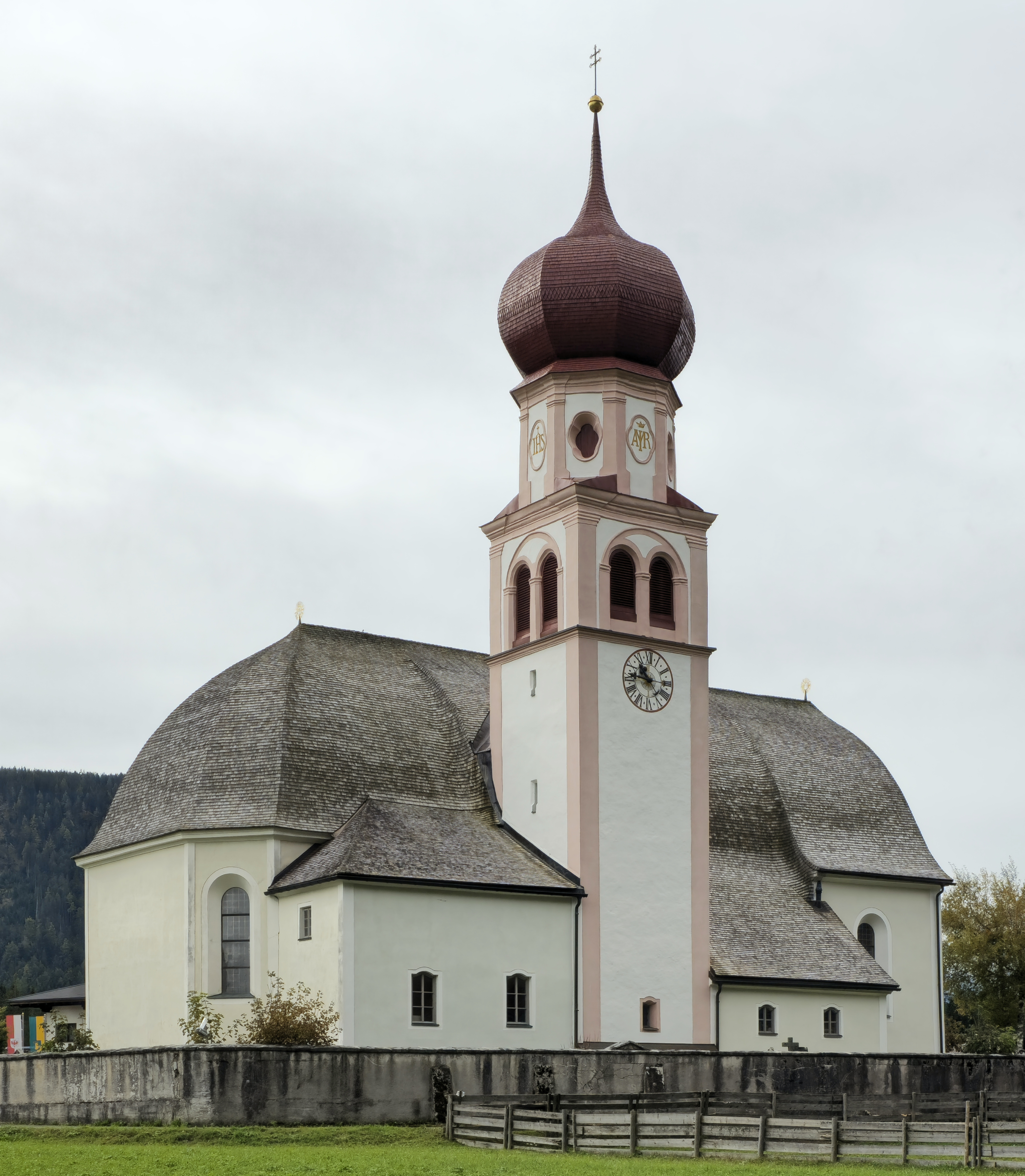
Pfarrkirche hl. Maria Magdalena von Norden

Pfarrkirche hl. Maria Magdalena von Süden

Die Pfarrkirche Oberleutasch steht im Kirchplatzl bzw. Oberleutasch in der Gemeinde Leutasch im Bezirk Innsbruck-Land in Bundesland Tirol. Die dem Patrozinium hl. Maria Magdalena unterstellte römisch-katholische Pfarrkirche gehört zum Dekanat Telfs in der Diözese Innsbruck. Die Kirche und der Friedhof stehen unter Denkmalschutz (Listeneintrag).

## Geschichte
Urkundlich wurde 1190 erstmals eine Kirche genannt, die zum Kloster Polling gehörte. Diese Kirche war 9,5 m lang und 5,75 m breit und erhielt im 13. Jahrhundert das Begräbnisrecht und das Recht zur Spende der Sakramente. Ein namentlich erwähnter Seelsorger scheint erstmals 1460 auf. Um 1470 wurde die bestehende Kirche erweitert. Um 1508 wurde ein Turm errichtet, der im 17. Jahrhundert um ein oktogonales Glockengeschoß mit Haube ergänzt wurde. 1725 wurde die Kirche erneut vergrößert. Zu Beginn des 19. Jahrhunderts war die Kirche baufällig und zu klein geworden, weshalb Kurat Franz Sieß 1815 begann, Geld für einen Erweiterungsbau zu sammeln, was in der Bevölkerung jedoch auf Widerstand stieß. Dennoch begann 1817 Kreisingenieurs-Adjunkt Hirn mit der Bauaufnahme für eine Erweiterung. Daneben erstellte Kurat Sieß zusammen mit dem Bildhauer Josef Falbesoner einen Entwurf für einen weitgehenden Neubau. Dieser Entwurf wurde vom Kreisingenieur Raimund Besser überarbeitet und im Mai 1820 durch das Gubernium genehmigt. Der Neubau erfolgte 1820/21 unter der Bauaufsicht von Besser und unter Einbeziehung des alten Turms. Die Baukosten mitsamt Ausstattung betrugen 11.500 Gulden. 1831 wurde die Kirche, zeitgleich mit der Kirche in Unterleutasch, geweiht. 1891 wurde die Kirche zur Pfarrkirche erhoben. 1971, 2006 und 2012/13 fanden Renovierungen statt.

## Architektur

Innenansicht, Blick zum Chor

Langhausfresko

Die Kirche ist nach Osten orientiert und mit einem Bogendach gedeckt. An das vierjochige Langhaus schließt im Osten ein eingezogener, polygonal geschlossener Chor an, an der Nordseite sind der Turm und die Sakristei angebaut. An der Westfassade befindet sich das Hauptportal in einer offenen Vorhalle auf Rundsäulen mit geschweiftem Dach. Über dem Traufgesims setzt ein geschwungener Giebel mit einem Rundbogenfenster an. Das Langhaus und der Chor sind mit hohen Rundbogenfenstern versehen, aber ansonsten ungegliedert. An der Langhausnordwand befindet sich das spätgotische Portalgewände einer älteren Kirche. Der vom Vorgängerbau stammende frühbarocke Turm weist einen spätgotischen Kern vom Anfang des 16. Jahrhunderts auf.
Der klassizistische Saalraum wird im Langhaus und Chor von einem Tonnengewölbe überspannt. Die Wände sind einheitlich durch toskanische Pilaster gegliedert, die ein umlaufendes Gebälk mit Triglyphenfries und gezahntem Gesims tragen. Im westlichsten Joch befindet sich eine zweigeschoßige Empore.
Die Gewölbefresken wurden 1821 von Leopold Puellacher geschaffen, das Bildprogramm stammt möglicherweise vom Kuraten Sieß. Das Chorfresko zeigt Szenen zum Altarsakrament (Wundersame Brotvermehrung, Mannaregen, Maria Magdalena empfängt die heilige Kommunion von einem Priester). Im Langhausfresko sind die Aufnahme Maria Magdalenas in den Himmel und der Engelssturz dargestellt. Die Fresken wurden 1892 von Johann Kärle und Emanuel Walch renoviert. Die fensterlose Nordwand des Langhauses ist mit Wandbildern mit Szenen aus dem Alten Testament (Eherne Schlange, Opferung Isaaks, Jakobsleiter) geschmückt.

## Ausstattung

Hochaltar

Der barocke Hochaltar von Josef Anton Fröhlich aus dem Jahr 1767 wurde nach 1817 aus Benediktbeuern angekauft, von Josef Falbesoner umgebaut und 1821 in der neuen Kirche aufgestellt. Das Altarbild mit Darstellung der Fußwaschung Christi durch Maria Magdalena wurde von Leopold Puellacher geschaffen. Es wird von Figuren der hll. Kassian und Bonifatius sowie Martin und Nikolaus flankiert, darüber befindet sich eine von Engeln flankierte Schnitzgruppe der Heiligsten Dreifaltigkeit.
Die Seitenaltäre wurden von Josef Falbesoner, die Altarbilder von Leopold Puellacher angefertigt. Die ursprünglichen Altarblätter und Figuren der Seitenaltäre dürften bei einer Umgestaltung 1892 entfernt worden sein. Heute befindet sich am linken Seitenaltar eine Darstellung der Madonna mit Kind über einer Ansicht von Kirchplatzl, die 1948 von Heinz Thaler geschaffen wurde. Am rechten Seitenaltar wurde 2016 das ursprüngliche Altarblatt von 1824 von Leopold Puellacher mit Darstellung des hl. Josef wieder angebracht.
Die Leuchterengel der Mensa und die Reliefs der Kanzel wurden vermutlich von Josef Falbesoner geschnitzt. 
Die Orgel wurde 1893 von Franz Weber gebaut und 1993 generalüberholt. Die älteste der vier Glocken ist der Kirchenpatronin geweiht und trägt die Jahreszahl 1482.